# Два берега
«Два берега» — советский художественный фильм 1987 года, поставленный режиссёром Геннадием Ворониным.

## Сюжет
Полюбив друг друга ещё в школе, Степан и Наталья поженились и теперь у них растет маленький сын Васька. Однажды Степан становится свидетелем попытки кражи ценного исторического памятника — «каменной бабы». Среди похитителей — девушка, которая пытается им помешать. Осадив парней, Степан освобождает её. И с тех пор неожиданная любовь становится пыткой и для него, и для жены Натальи, и для сына Васьки, пытающегося уберечь мать от несчастья.
Фильм начинается и заканчивается сценами у паромной переправы. В начале фильма Степан спешит в роддом, чтобы поскорее увидеть новорождённого сына. Но паром стоит у противоположного берега реки. Тогда Степан бросается в бурную горную реку и переплывает её. В конце фильма Степан уезжает от жены и сына. Он пересекает реку на том самом пароме. И теперь его двенадцатилетний сын, пытаясь остановить отца, бросается в реку и пытается переплыть её.

## В ролях
- Наталия Потапова — Наталья
- Ирина Резникова — Галина
- Елена Трепетова-Костич — Светлана
- Александр Фатюшин — Степан
- Николай Макушенко — Михаил Кустарин
- Игорь Хабибулин — Васька
- Сергей Якуба — Юрка
- Оксана Захарова — Белёсая
- Гелий Сысоев — Кондратьев
- Алексей Ванин — Сергей Захарович, завгар

## Съёмочная группа
- Автор сценария: Геннадий Воронин
- Режиссёр: Геннадий Воронин
- Оператор: Андрей Кириллов
- Композитор: Павел Чекалов, Yello
- Художник: Николай Терехов

## Производство
Фильм был снят на территории Майминского и Чемальского (в то время — Шебалинского) районов Республики Алтай (в то время — Горно-Алтайской автономной области).